# Marc-Alastor E.-E.
Marc-Alastor E.-E. (* 1971 in Bielefeld) ist ein deutscher Fantasy-, Horror- und Thriller-Schriftsteller.

## Leben
Seine frühe Jugend verbrachte Marc-Alastor in Berlin und in Hannover. Mit zwölf Jahren schrieb er bereits seine ersten Kurzgeschichten und einen Roman, der in seiner Schule und schon bald auch bei den Eltern seiner Mitschüler umging. In dieser Zeit kehrte er auch an seinen Geburtsort zurück. Mit 17 Jahren verkaufte er seine erste Kurzgeschichte an den Bastei-Verlag und im Folgejahr bereits eine weitere. Nach seinem Schulabschluss begann er ein Fachstudium für Gestaltungstechnik, führte es mit einer Ausbildung als Lithograph und einer angeschlossenen Fortbildung zum Multimedia-Designer fort. In dieser Zeit schrieb er vor allem Kurzgeschichten für den Geisterdrache Kosmos sowie zwei Bände einer Okkultserie. Nach eigenen Angaben verbrachte er einige Jahre mit okkulten Studien innerhalb einer hermetischen Loge. Seit 2001 werden die ersten „Geisterdrache“-Romane veröffentlicht, und zwischendurch unternimmt er immer wieder literarische Ausflüge in unterschiedliche Genres, so zum Beispiel in den Vampir-Horror innerhalb der Reihe „Wolfgang Hohlbeins Schattenchronik“ oder zum klassischen Märchen.

## Werke

### Romane
- Die Kinder der fünften Sonne (Wolfgang Hohlbeins Schattenchronik Bd.3, Blitz-Verlag 2005)

Geisterdrache
De Joco Suae Moechae-Zyklus
- Kriecher (Schattenwelt-Verlag, 2001 / Blitz-Verlag, 2004 / Fabylon-Verlag, 2016)
- Adulator (Blitz-Verlag, 2003 / Fabylon-Verlag, 2016)
- Tetelestai (Blitz-Verlag, 2005 / Fabylon-Verlag, 2016)

Anthologien
- Die Chroniken, Widerparte & Gefolge Band I (Sieben-Verlag, 2009 / Fabylon-Verlag, 2011)
- Die Chroniken, Widerparte & Gefolge Band II (Sieben-Verlag, 2009 / Fabylon-Verlag, 2011)
- Die Chroniken, Widerparte & Gefolge (Gesamtausgabe, Fabylon-Verlag, 2016)

### Kurzgeschichtenbände
- Maliziöse Märchen (Verlag Lindenstruth, 2006)

### Kurzgeschichten
- Eine Spur Mitleid (Bastei-Verlag, 1988)
- Schwungrad des Bösen (Bastei-Verlag, 1989)
- Der Dorn im Auge (Jenseits des Hauses Usher, Blitz-Verlag 2002)
- Ich bin allein und ohne Gott, wo ich bin (Des Todes bleiche Kinder, Abendstern-Verlag 2002)
- Lang lebe die Königin! (Wolfgang Hohlbeins Schattenchronik Bd.1, Blitz-Verlag 2003)
- Nicht ohne Wut sei vom Lamm das Blut (Rattenfänger, Blitz-Verlag 2003)
- Vergessen sei der Wechselbalg (Das schwerste Gewicht, EDFC Jahresanthologie 2006)
- Der Doktor und der Geist des Kindes (Arkham – Ein Reiseführer, Basilisk-Verlag 2006)
- Von Wundern, die ihren Gang nehmen (Unter dunklen Schwingen, Otherworld-Verlag 2009)
- Die Vernunft im Blute (Advocatus Diaboli, Edition Roter Drache 2010)